# Carlos Pau Español
Pour les articles homonymes, voir Pau.
Carlos Pau Español, né le 10 mai 1857 à Segorbe et décédé le 9 mai 1937  dans la même commune, est un botaniste espagnol.

## Biographie
En 1879 il entre à la faculté de pharmacie de l'Université de Barcelone où il obtient sa licence en 1882. En 1883, il gagne l'Université de Madrid où il passe son doctorat l'année suivante sur le sujet « La famille des Ranunculaceae considérées dans ses relations avec la pharmacie ».
Il est d'abord pharmacien à Olba puis dans sa commune natale. Il exerce cette profession toute sa vie, puisqu'il n'a été retenu ni au poste de professeur de botanique à l'Université de Madrid, ni à celui de directeur du Jardin botanique royal de Madrid. C'est donc à ses frais qu'il effectue ses excursions botaniques dans toute l'Espagne, dans les Baléares et au Maroc.

## Recherches botaniques

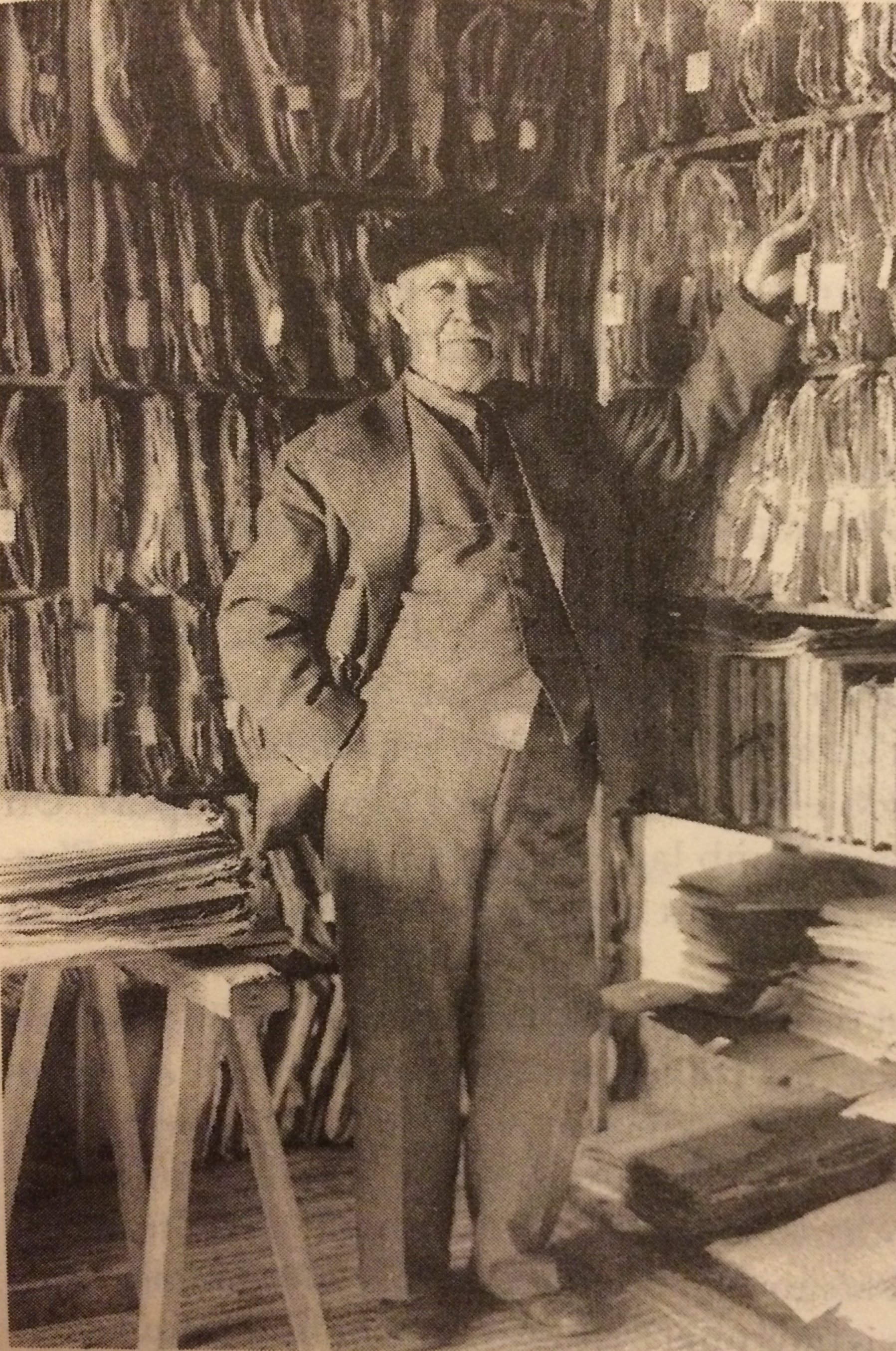
Carlos Pau Español, vers 1920, devant son herbier.

Son herbier, conservé au Jardin botanique royal de Madrid, rassemble 70 000 parts. Il a notamment décrit 5 genres nouveaux, 1 487 espèces et 17 sous-espèces. Ses travaux permettent de combler le manque d'experts nationaux,.

### Publications botaniques
Il aide son ami Francisco Loscos y Bernàl rencontré lors de ces études à Barcelone dans la rédaction du septième supplément du Tratado de plantas de Aragon. Il publie avec Pio Font Quer et  José Cuatrecasas y Arumí la revue  Cavanillesia, Rerum botanicum acta dont huit volumes paraissent de 1928 à 1938.
- (es) Carlos Pau Español, « Plantas raras de Olba », dans Francisco Loscos y Bernal, Tratado de plantas de Aragon : Suplemento 7º, Madrid, Establecimiento Tipográfico del Hospicio, 1885, 84 p. (lire en ligne), partie IV, p. 66-69

## Hommage

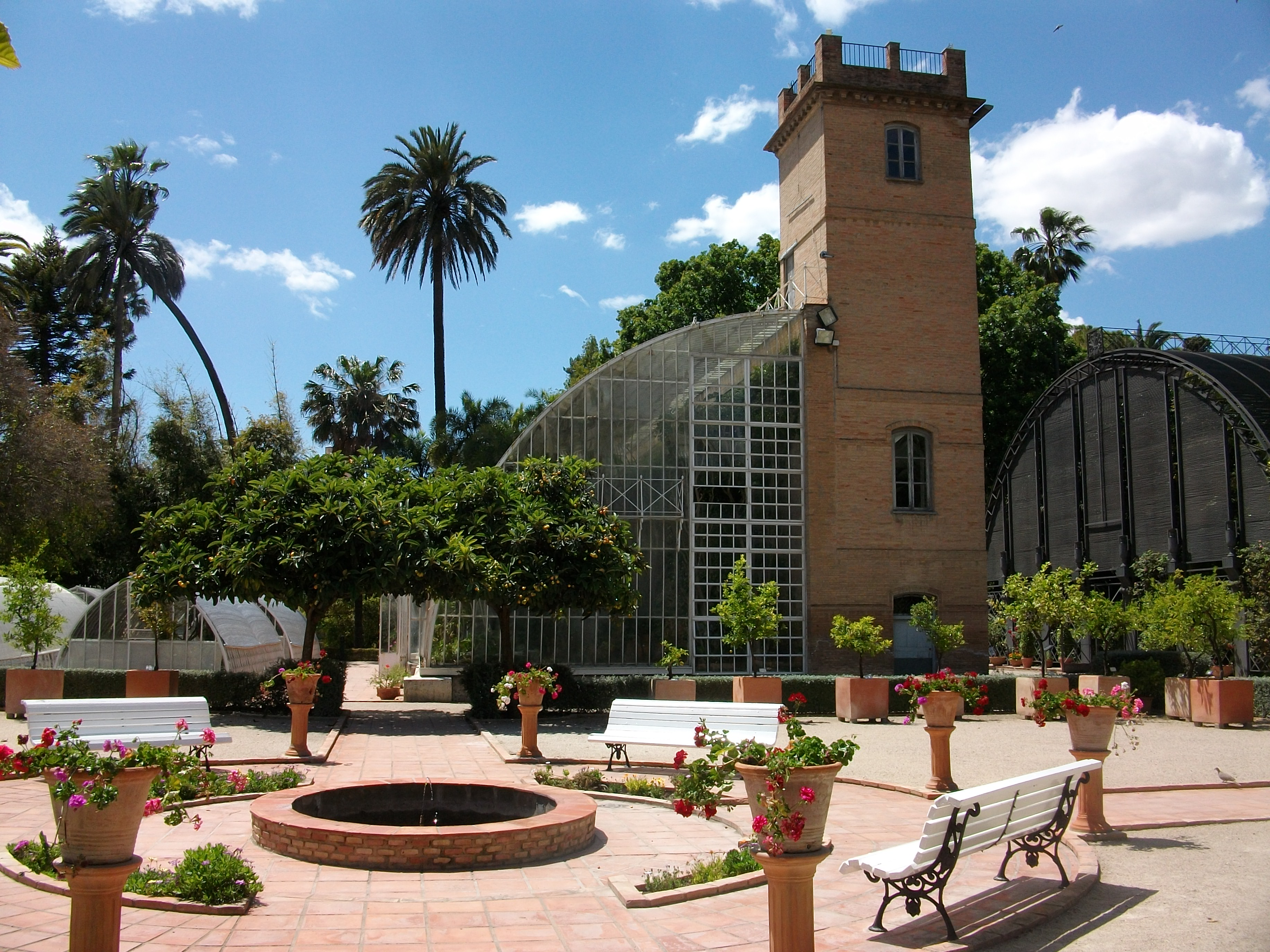
Place Carlos Pau dans le jardin botanique de Valence

Pour lui rendre hommage, un buste a été érigé dans sa commune et le jardin botanique de Valence lui a dédié une place. Des scientifiques ont également attribué son nom à divers taxons, dont neuf sont corrects ou valides :
- (Asparagaceae) Scilla paui
- (Asteraceae) Centaurea paui,
- (Fabaceae) Quercus ×paui,
- (Gentianaceae) Halenia pauana,
- (Lamiaceae) Satureja ×caroli-paui,
- (Plumbaginaceae) Armeria pauana,
- (Resedaceae) Reseda paui,
- (Rubiaceae) Asperula paui,
- (Rosaceae) Rubus pauanus.

et à une espèce animale
- (Mantidae) Pseudoyersinia paui